# Скумбриевидный гидролик

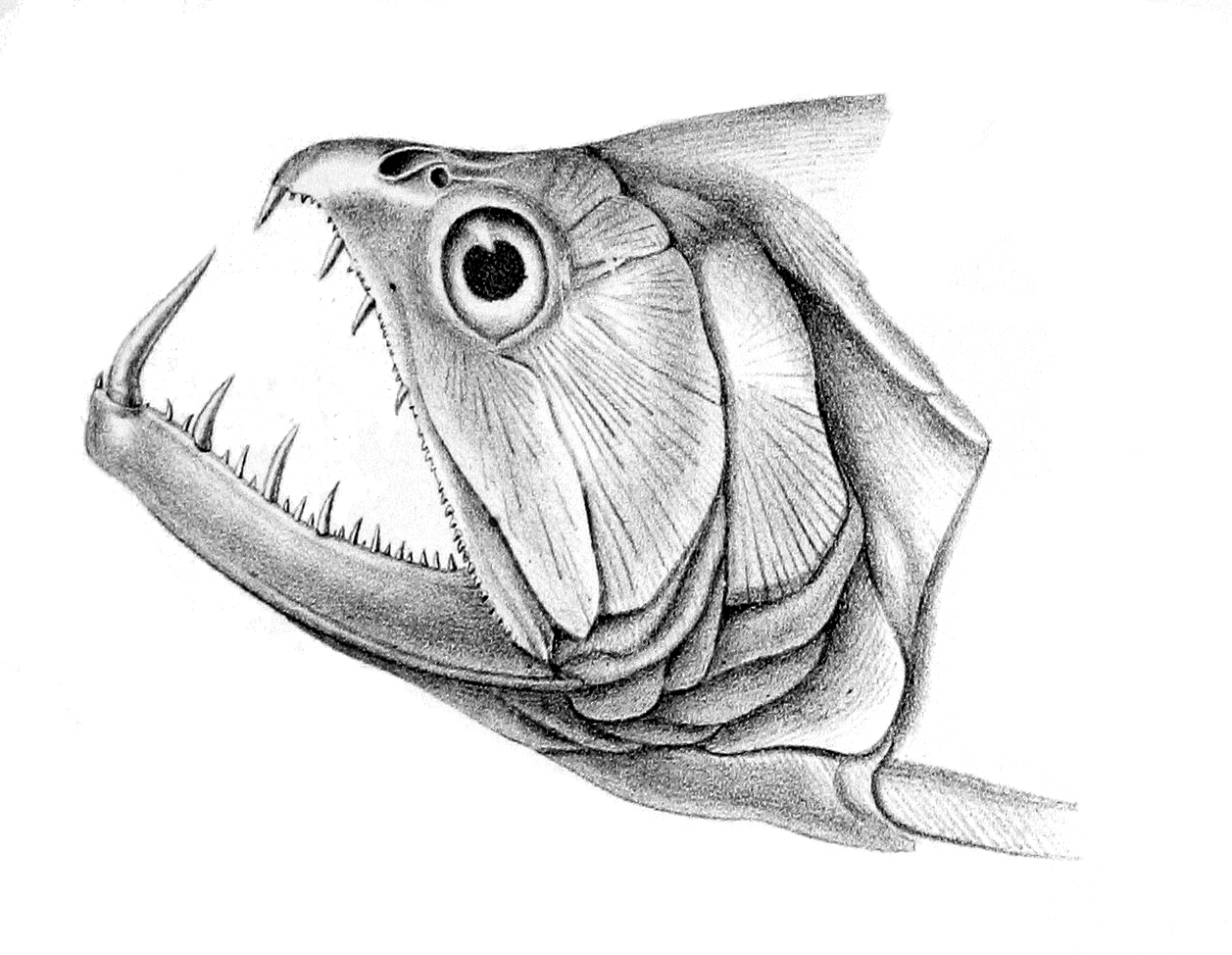
Голова Hydrolycus scomberoides

Скумбриевидный гидролик (лат. Hydrolycus scomberoides), также паяра — вид лучепёрых рыб из семейства цинодонтовых (Cynodontidae), Обитает в верховьях рек Парагуа, Чурун-реки и других рек бассейна реки Ориноко в Венесуэле. Является объектом спортивной рыбалки.
Широко распространена в бассейне Амазонки, где является промысловой рыбой. Популярность паяры среди любителей спортивной рыбалки обусловлена тем, что она является одной из самых трудноловимых пресноводных рыб и отчаянно сопротивляется при попытках вытащить её из воды. Такая особенность связана с тем, что излюбленными местами обитания и охоты этой рыбы являются стремнины и водоскаты.
Может достигать в длину 117 см и массы 17,8 кг. Ихтиофаг, во множестве поедает пираний.
Наиболее примечательными особенностями рыбы являются две пары клыков, которые находятся в её нижней челюсти. Пара из них видима, вторая же находится в челюсти в сложенном состоянии и незаметна на фотографиях. У крупных особей клыки на выступающей вперёд нижней челюсти достигают в длину 10—15 сантиметров, придавая им устрашающий вид, за который это животное получило прозвище «рыба-вампир». Однако кровь своих жертв рыба-вампир не пьёт. В верхней челюсти имеются специальные отверстия, благодаря которым два самых длинных клыка, расположенные на её нижней челюсти, не протыкают верхнюю челюсть.
Скумбриевидный гидролик питается практически любой рыбой, которая меньше размером, включая пираний и себе подобных. Он атакует жертву сверху, протыкая её клыками, а затем заглатывает целиком. Паяра способна пожирать добычу, размеры которой составляют половину от её собственного размера. В Венесуэле эту рыбу называют «cachorra». Мировой рекорд в ловле этой рыбы, составляет 39 фунтов или примерно 18 килограмм.
Жители бассейнов Амазонки и Ориноко высоко ценят мясо этой рыбы. Впервые её зоологическое описание было опубликовано в 1816 году. В последние годы паяра приобрела популярность как аквариумная рыба. Она очень любит поедать живых золотых рыбок. По этой причине аквариумисты рекомендуют селить паяру только вместе с крупными видами рыб, которые достаточно велики, чтобы не стать её добычей.